# Poggioreale
Poggioreale – miejscowość i gmina we Włoszech, w regionie Sycylia, w prowincji Trapani.
Według danych na rok 2004 gminę zamieszkiwało 1711 osób, 46,2 os./km².